# 840 (szám)
A 840 (római számmal: DCCCXL) egy természetes szám.

## A szám a matematikában
A tízes számrendszerbeli 840-es a kettes számrendszerben 1101001000, a nyolcas számrendszerben 1510, a tizenhatos számrendszerben 348 alakban írható fel.
A 840 páros szám, összetett szám, kanonikus alakban a 23 · 31 · 51 · 71 szorzattal, normálalakban a 8,4 · 102 szorzattal írható fel. Erősen összetett szám: több osztója van, mint bármely nála kisebb számnak. Az első olyan szám, amelynek pontosan 32 osztója van, ezek növekvő sorrendben: 1, 2, 3, 4, 5, 6, 7, 8, 10, 12, 14, 15, 20, 21, 24, 28, 30, 35, 40, 42, 56, 60, 70, 84, 105, 120, 140, 168, 210, 280, 420 és 840.
Erősen bővelkedő szám: osztóinak összege nagyobb, mint bármely nála kisebb pozitív egész szám osztóinak összege. Szuperbővelkedő szám.
Ritkán tóciens szám.
A 840 négyzete 705 600, köbe 592 704 000, négyzetgyöke 28,98275, köbgyöke 9,43539, reciproka 0,0011905. A 840 egység sugarú kör kerülete 5277,87566 egység, területe 2 216 707,776 területegység; a 840 egység sugarú gömb térfogata 2 482 712 709,5 térfogategység.